# Ponte Rama VIII
Il ponte Rama VIII (in thailandese สะพานพระราม ๘, Saphan Phra Ram Paet, [sā.pʰāːn pʰráʔ rāːm pɛ̀ːt]) è un ponte strallato che attraversa il fiume Chao Phraya a Bangkok, capitale della Thailandia.
Il ponte fu costruito per alleviare la congestione del traffico sul vicino ponte Phra Pinklao e la sua costruzione si svolse dal 1999 al 2002. Il ponte è stato aperto il 7 maggio 2002 e inaugurato il 20 settembre, l'anniversario della nascita del precedente re Ananda Mahidol (Rama VIII) al quale è stato intitolato.
Il ponte ha un design asimmetrico, con un singolo pilone a forma di Y rovesciata sulla sponda occidentale del fiume. I suoi ottantaquattro cavi sono disposti a coppie sul lato della campata principale e in una singola fila sull'altra. Il ponte ha una campata principale di 300 metri e, al momento del suo completamento, era uno dei ponti strallati asimmetrici più grandi del mondo.